# Charles Herrold
Charles David «Doc» Herrold (16 de noviembre de 1875-1 de julio de 1948) fue un inventor y pionero de la radio estadounidense, que comenzó a experimentar con transmisiones de audio por radio en 1909. A partir de 1912 aparentemente se convirtió en la primera persona en hacer emisiones de entretenimiento en un horario regular, desde su estación en San José (California).

## Primeros años
Nacido en Fulton (Illinois), Herrold creció en San José. En 1895 se matriculó en la Universidad Stanford, donde estudió astronomía y física durante tres años, pero se retiró debido a una enfermedad y nunca se graduó. Mientras estaba en Stanford, se inspiró en los informes de las demostraciones de Guillermo Marconi de que las señales de radio podían usarse para la comunicación inalámbrica, y comenzó a experimentar con la nueva tecnología.
Después de recuperarse de su enfermedad, Herrold se mudó a San Francisco, donde desarrolló una serie de inventos para odontología, cirugía e iluminación subacuática. Sin embargo, el terremoto de San Francisco de 1906 destruyó su lugar de trabajo y su apartamento. Después ocupó un puesto de profesor de ingeniería durante tres años, en el instituto de minería e ingeniería de Heald en Stockton (California). Mientras estuvo allí, sus diversos proyectos de investigación incluyeron la detonación remota de minas usando señales de radio. Durante este tiempo recibió más inspiración de la novela Looking Backward de Edward Bellamy, que preveía la transmisión de programas de entretenimiento a través de líneas telefónicas a hogares individuales. Herrold comenzó a especular sobre las posibilidades de usar señales de radio para distribuir la programación de manera más eficiente.
Los transmisores de chispa originales utilizados para la señalización de radio solo podían transmitir mensajes de código morse. Incluso con esta limitación, hubo algunas emisiones por parte de las primeras estaciones de radio, comenzando en 1905 con señales diarias de mediodía emitidas por las estaciones navales estadounidenses. Aunque estas emisiones generaron interés entre los operadores de radioaficionados, especialmente después de que se ampliaron para incluir pronósticos meteorológicos diarios y resúmenes de noticias, la necesidad de aprender el código morse restringió en gran medida las audiencias potenciales.

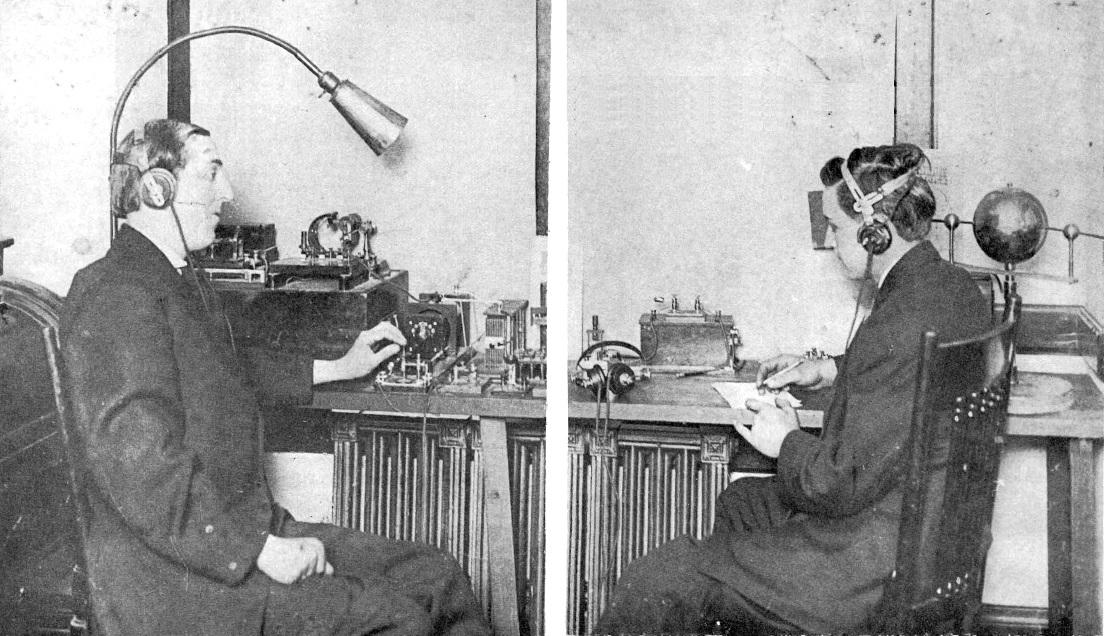
Herrold y su asistente Ray Newby (c. 1910)

Para lograr su idea de distribuir entretenimiento por radio, Herrold primero necesitó perfeccionar un transmisor radiotelefónico. No fue el único en este esfuerzo. Aunque más tarde afirmaría que solo él había concebido la emisión de entretenimiento, en realidad hubo algunos otros que habían especulado sobre las posibilidades. El 21 de diciembre de 1906, Reginald Fessenden presentó un alternador-transmisor de su propio diseño, y un crítico observó que estaba «admirablemente adaptado a la transmisión de noticias, música, etc., ya que debido a que no se necesitan cables, la transmisión simultánea a muchos suscriptores podía realizarse tan fácilmente como a unos pocos». Sin embargo, Fessenden se centraría casi exclusivamente en transmisiones punto a punto destinadas a complementar el sistema de telefonía por cable.
Lee De Forest fue aún más ambicioso, aunque Herrold más tarde afirmaría incorrectamente que «Ciertamente, De Forest no había pensado en una emisión». Ya en junio de 1907, una revisión de la prueba de De Forest de su versión de un transmisor de arco de Valdemar Poulsen señaló que «el inventor cree que mediante el uso de cuatro formas diferentes de onda se pueden enviar tantas clases de música como se desee por los diferentes suscriptores». De Forest hizo una serie de demostraciones musicales desde 1907 hasta 1910, aunque en realidad no comenzaría las emisiones regulares hasta 1916, cuando los transmisores de tubo de vacío estuvieron disponibles.

## Desarrollo de la radio antes de la Primera Guerra Mundial

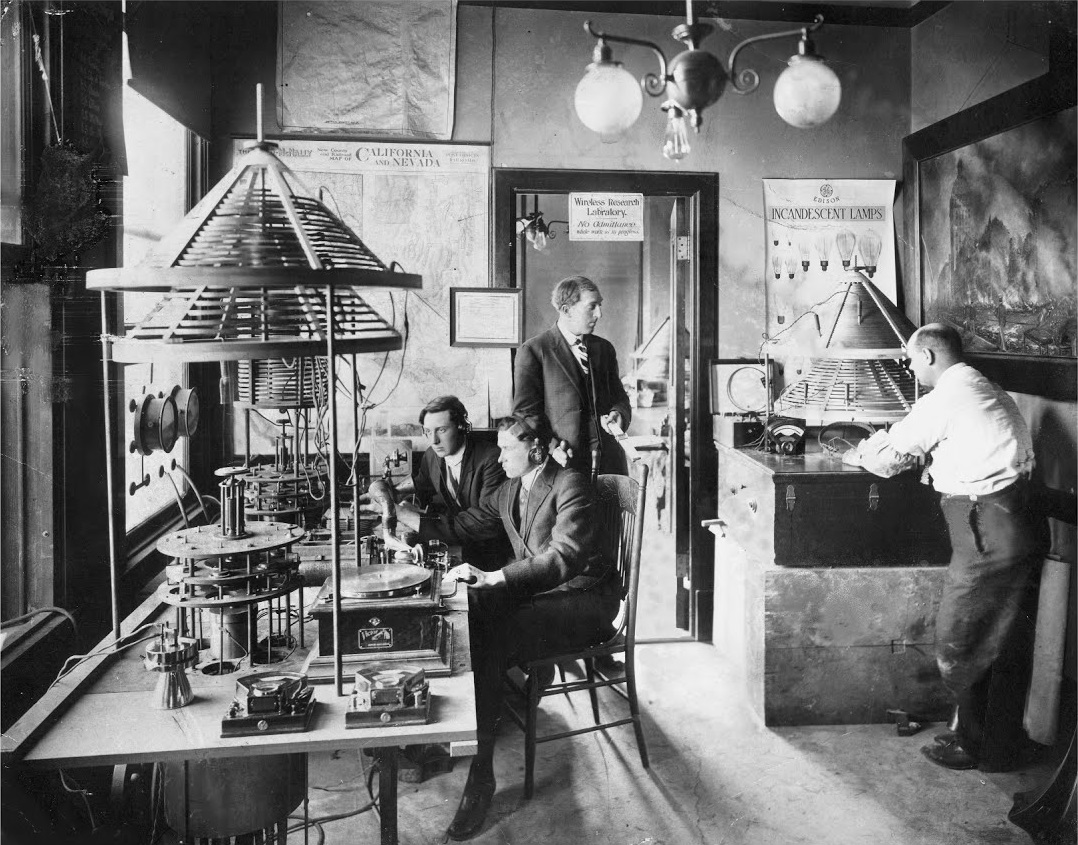
Herrold en el umbral de la puerta de su laboratorio de radio en San José (California, c. 1912)

El 1 de enero de 1909, Herrold abrió el Instituto Herrold de Inalámbrica e Ingeniería, ubicado en San José, donde se construyó una enorme antena de «tipo paraguas» encima del edificio. El objetivo principal del instituto era capacitar a los operadores de radio para manejar las comunicaciones a bordo de los barcos o como personal de las estaciones costeras. Aunque nunca obtuvoun título, Herrold se hizo conocido como «Doc» como muestra de respeto de sus estudiantes. Ray Newby, de solo 16 años, era su asistente principal. En el momento en que Herrold comenzó su trabajo, no había regulación de las estaciones de radio en los Estados Unidos, y la estación fue identificada por siglas autoasignadas, incluyendo FN y SJN. Más tarde, la Ley de Radio de 1912 ordenó la concesión de licencias a las estaciones, y Herrold recibió una licencia para una estación experimental a finales de 1915, con el indicativo 6XF.
El principal esfuerzo de Herrold en el campo de la radiotelefonía fue el desarrollo de un sistema comercial adecuado para el servicio punto a punto. Trabajando con Ray Newby, inicialmente utilizó transmisores de chispa de alta frecuencia. En una carta certificada del 23 de junio de 1910 que se publicó en un catálogo producido por la Electro Importing Company de Nueva York, Herrold informó que, utilizando una de las bobinas de la compañía, había emitido con éxito «conciertos de telefonía inalámbrica a aficionados locales inalámbricos». Sin embargo, las limitaciones de la chispa de alta frecuencia pronto se hicieron evidentes, y cambió a desarrollar versiones refinadas del arco de Poulsen, que era más estable y tenía mejor fidelidad de audio.
A principios de 1912, Herrold fue contratado como ingeniero jefe de la National Wireless Telephone and Telegraph Company (NWT&T) en San Francisco. Con la esperanza de que pudieran desarrollar un radioteléfono «arc fone» punto a punto altamente rentable, produjo un sistema con audio de buena calidad —coloquialmente descrito como «afeitando los bigotes del teléfono inalámbrico»— aunque con una potencia relativamente baja. Se notificaron varias pruebas exitosas para la Marina de los Estados Unidos, pero sin embargo pronto surgió un conflicto entre Herrold y la compañía, y a finales de 1913 renunció y demandó a NWT&T con el argumento de que no había sido completamente compensado por su tiempo y esfuerzo. La compañía alegó que había cumplido los términos de su contrato y, además, que «la mayoría de las mejoras realizadas por Herrold fueron finalmente abandonadas por la empresa». El juez se puso de parte de NWT&T y rechazó la reclamación de Herrold. Además, a pesar de sus intentos de crear un sistema de transmisión que no infringiera las patentes de arco de Poulsen, había dudas de que realmente hubiera logrado este objetivo.

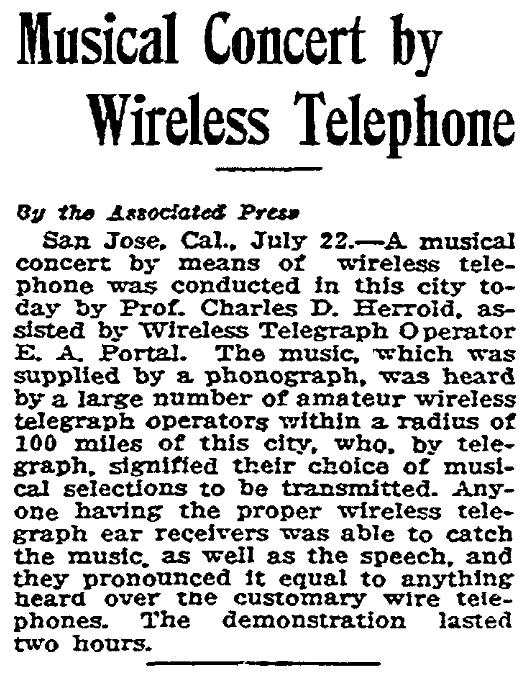
Reseña contemporánea de una emisión del 22 de julio de 1912

Simultáneamente con su trabajo para NWT&T, en julio de 1912 Herrold comenzó a realizar semanalmente emisiones de radio regulares desde su escuela de San José, con una emisión inicial con discos fonográficos suministrados por la compañía Wiley B. Allen. La entonces esposa de Herrold, Sybil, más tarde relató que ella participó en los programas de los miércoles por la noche, donde emitió grabaciones de la tienda de discos Sherman Clay que habían solicitado «los jamoncitos» (los entusiastas radioaficionados) que formaban parte de su audiencia. El diseño definitivo del transmisor de Herrold empleó un micrófono refrigerado por agua conectado a seis pequeños arcos que ardían en alcohol líquido. Una reseña de un concierto de Navidad de 1916 elogió la buena calidad de audio del «sistema de telefonía aérea Herrold-Portal», informando que «fue tan dulce y hermoso como si hubiera sido tocado y cantado en la habitación de al lado».
A pesar de la popularidad de las emisiones, solamente atrajeron la atención local, y eran en gran parte desconocidas fuera del área inmediata de San José. Además, las emisiones finalizaron el 6 de abril de 1917, cuando todas las operaciones de la estación civil fueron suspendidas como resultado de la entrada de los Estados Unidos en la Primera Guerra Mundial. Después de desmantelar la estación, que incluyó la eliminación del sistema de antenas de la parte superior del edificio bancario, Herrold trasladó su escuela a la calle 467 South First Street, un sitio que también incluía locales comerciales.

## Primera Guerra Mundial
Aunque durante la guerra la escuela ya no tenía una estación de radio operativa, había una gran necesidad de operadores de radio, por lo que los reclutas fueron entrenados utilizando Omnigraphs para la instrucción del código morse. Más tarde, Herrold anunciaría que el «historial de guerra» de la escuela consistía en «200 hombres entrenados, 130 puestos en servicio». Al mismo tiempo, se estaban realizando grandes avances en el diseño de los transmisores de radio, con nuevos equipos que empleaban tecnología de tubos de vacío. Como Herrold había estado perfeccionando sistemas anticuados basados en el arco, gran parte de sus conocimientos técnicos se estaban volviendo obsoletos.

## Desarrollo de la radio después de la Primera Guerra Mundial
A partir del 1 de octubre de 1919, se levantó la prohibición de guerra para las estaciones de radio civiles. Herrold renovó sus dos licencias vencidas, 6XE para operaciones portátiles en otoño de 1920, y 6XF como una licencia experimental estándar, en primavera de 1921. Todavía no había requisitos formales para las estaciones que deseaban emitir entretenimiento al público en general, pero se estaban iniciando actividades de radiodifusión pioneras de forma independiente en sitios dispersos, y que entonces ya utilizaban equipos de tubos de vacío.
Una de las primeras tareas de Herrold tras el final de la guerra fue familiarizarse con los equipos de tubos de vacío. Aunque algunos de sus asociados más tarde pensaron que reanudó las transmisiones regulares ya en 1919, no hay registro de su regreso a las ondas antes de principios de mayo de 1921, presumiblemente a través de la 6XF, cuando se hizo un anuncio de que su escuela comenzaría los programas los lunes y jueves por la noche, tocando discos suministrados por «J.A. Kerwin de la calle 84 East Santa Clara, distribuidor de fonógrafos».

## Estación de radiodifusión KQW (más tarde KCBS)
El gobierno finalmente adoptó un reglamento que entró en vigor el 1 de diciembre de 1921, exigiendo que las personas que deseen emitir entretenimiento al público en general tienen que obtener una licencia comercial limitada. Por lo tanto, el 9 de diciembre de 1921, se emitió en San José una licencia a nombre de Herrold con el indicativo «KQW» (asignado al azar). La operación de la estación de radiodifusión fue financiada por la venta de equipos de radio por el Laboratorio de Herrold, pero en 1925 los costos de KQW se habían vuelto agobiantes, por lo que la estación fue transferida a la Primera Iglesia Bautista de San José. Dos condiciones de la reasignación fueron que se mantuviera a Herrold como director del programa, y que los registros de la estación incluyen la declaración «Esta es KQW, la estación de transmisión pionera del mundo, fundada por el Dr. Charles D. Herrold en San José en 1909».
Sin embargo, a finales de 1926, el contrato de Herrold con la estación que había fundado no fue renovado. Unos meses más tarde comenzó a trabajar para la estación KTAB en Oakland (California), principalmente en ventas. Herrold no se benefició económicamente de su trabajo pionero, y más tarde se convirtió en técnico de reparación en el distrito escolar de Oakland, California, y en conserje en un astillero local. Casi olvidado, murió en una residencia de ancianos de Hayward (California) el 1 de julio de 1948, a la edad de 72 años.
En la década de 1940, la CBS intentó comprar su entonces filial en San Francisco KSFO, pero esta se negó a vender, así que el 3 de abril de 1949 la CBS compró la emisora KQW y la trasladó a San Francisco, cambiando el indicativo a KCBS. En mayo de 2006, KCBS y KPIX-TV trasladaron su oficina de noticias de San José a la Torre Fairmont en la calle 50 West San Fernando Street, la ubicación de las emisiones originales de Herrold. Aunque la gerencia de CBS no estaba al tanto de la historia de la dirección de la calle San Fernando cuando se planeó la mudanza, rápidamente reconocieron y aceptaron su importancia cuando se les informó en la celebración de la inauguración de la oficina.

## Legado
Herrold buscó el reconocimiento por sus transmisiones pioneras, pero con un éxito limitado mientras estuvo vivo. Existe un acuerdo general de que su estación de San José fue la primera en emitir programas de entretenimiento de manera regular, que se remontan al menos a 1912, lo que le otorga un derecho legítimo al autoproclamado título de «Padre de la radiodifusión [de audio]». Más problemático es si también se debe acreditar a KCBS como la «estación de transmisión más antigua del mundo», lo que requiere considerar que es «el descendiente lineal directo» de las actividades de transmisión de preguerra de Herrold. La cuestión principal es la aparente demora de Herrold en volver a emitir después de la Primera Guerra Mundial. Varias estaciones ya estaban emitiendo regularmente en 1920, incluyendo algunas en la cercana región de la Bahía de San Francisco, comenzando en febrero de 1920 con la emisión de un concierto de la orquesta de Emil Portal desde el hotel Fairmont en San Francisco. Por lo tanto, al reiniciar en mayo de 1921, Herrold parece haber estado simplemente reincorporándose a las filas de la radiodifusión, en lugar de mantener una presencia continua.
Desde 1978, la California Historical Radio Society está otorgando anualmente el «Premio Charles D. 'Doc' Herrold», en reconocimiento a «logros sobresalientes en la preservación y documentación de la radio temprana».